# Chiesa di San Pietro (Parma, Vigatto)
La chiesa di San Pietro, nota anche come pieve di Vigatto, è un luogo di culto cattolico dalle forme neoclassiche, situato in strada Martinella 279, di fronte al "Palazzo" della villa Meli Lupi, a Vigatto, frazione di Parma, in provincia e diocesi di Parma; è sede di una parrocchia compresa nella zona pastorale della città.

## Storia
L'edificio originario fu probabilmente costruito in epoca altomedievale ed elevato a sede plebana intorno all'VIII secolo, ma fu menzionato per la prima volta nel 1005 nell'Ordo Archipresbiterorum Plebium voluto dal vescovo di Parma Sigefredo II.
La Plebem S. Petri de Vicatuli fu citata il 26 maggio 1111 in un diploma dell'imperatore del Sacro Romano Impero Enrico V di Franconia tra le chiese dipendenti dal Capitolo della Cattedrale di Parma.
Nel 1230, dalla Plebis de Vigattulis dipendeva unicamente la cappella di Alberi, come testimoniato dal Capitulum seu Rotulus Decimarum della diocesi di Parma.
Nel 1579 la chiesa versava in pessime condizioni, ma fu intonacata e sistemata soltanto nel 1685; nel 1698 l'altare maggiore fu ricostruito, mentre l'edificio fu restaurato nel 1714. Nel 1722 la sagrestia fu sopraelevata in occasione dei lavori di consolidamento delle volte delle cappelle sul lato nord; l'anno seguente fu aggiunto l'orologio sul campanile, mentre nel 1742 il luogo di culto fu nuovamente restaurato.
A partire dal 1779 l'edificio fu profondamente modificato in stile neoclassico; entro il 1780 furono ricostruiti il coro e la parte sommitale della torre campanaria; tra il 1787 e il 1790 fu aggiunta la cappella dedicata a sant'Antonio da Padova, in seguito alla chiusura dell'ingresso laterale a sud, e furono aperti i due portali di accesso secondari nella facciata; tra il 1792 e il 1793 fu completato il prospetto principale, fu sopraelevata e decorata la navata e fu ristrutturata la canonica.
Nel 1834 la chiesa fu restaurata e nel 1836 fu ricostruito il pavimento a mosaico interno; altri interventi riguardarono l'altare maggiore nel 1845, la cappella intitolata alla Madonna del Pianto nel 1856 e nuovamente la pavimentazione nel 1898.
Nel 1930 l'ampio sagrato fu risistemato, con l'abbattimento del muro di confine. Nel 1937 le volte e la cappella del battistero furono decorate ad affresco dai pittori Latino e Renzo Barilli.
Il terremoto del 9 novembre del 1983 danneggiò l'edificio, che fu consolidato strutturalmente e restaurato nella facciata e negli interni; contestualmente fu ricostruito anche il tetto e furono rifatti gli impianti; i lavori furono conclusi nel 1986.

## Descrizione

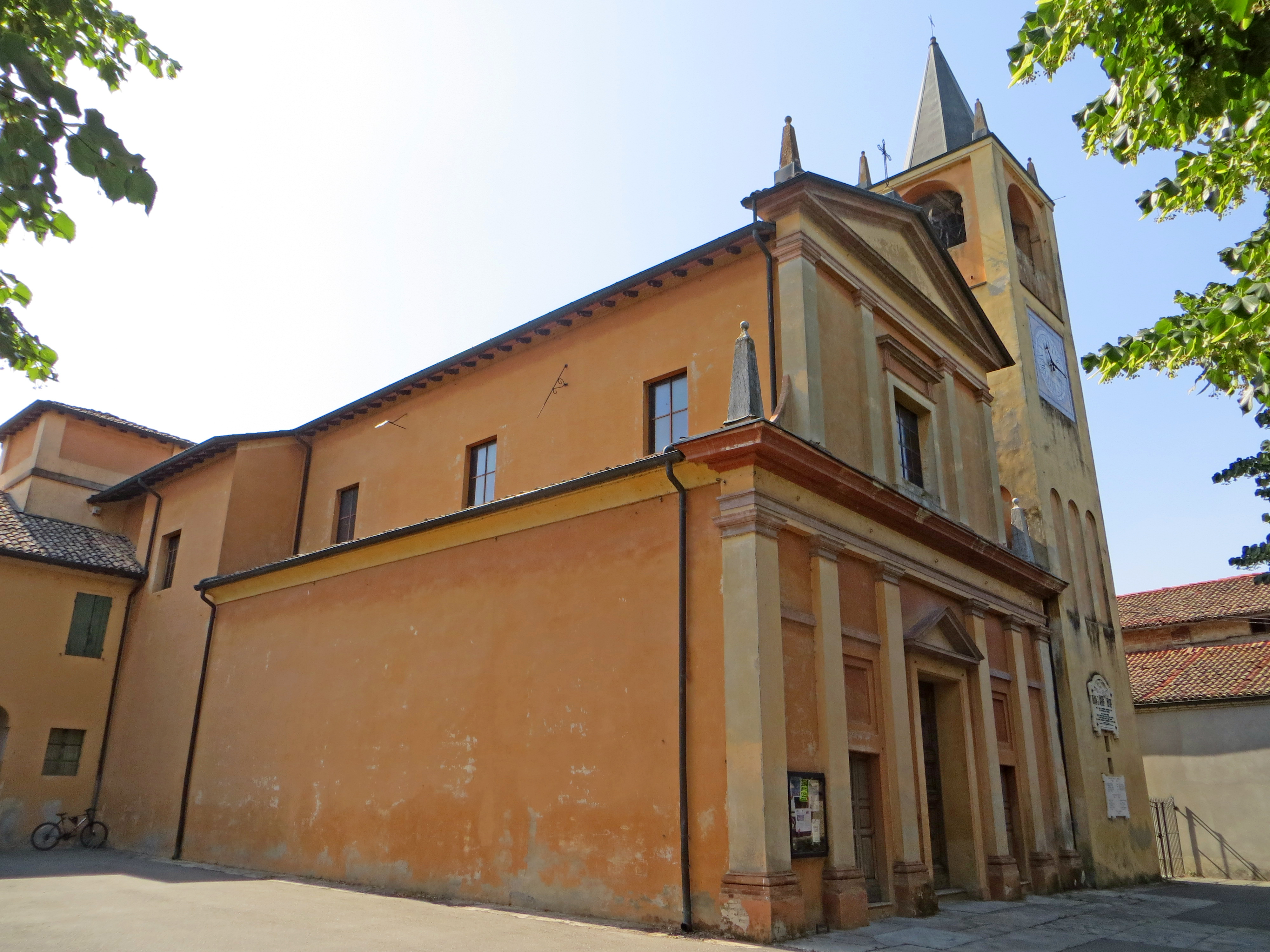
Facciata e lato sud

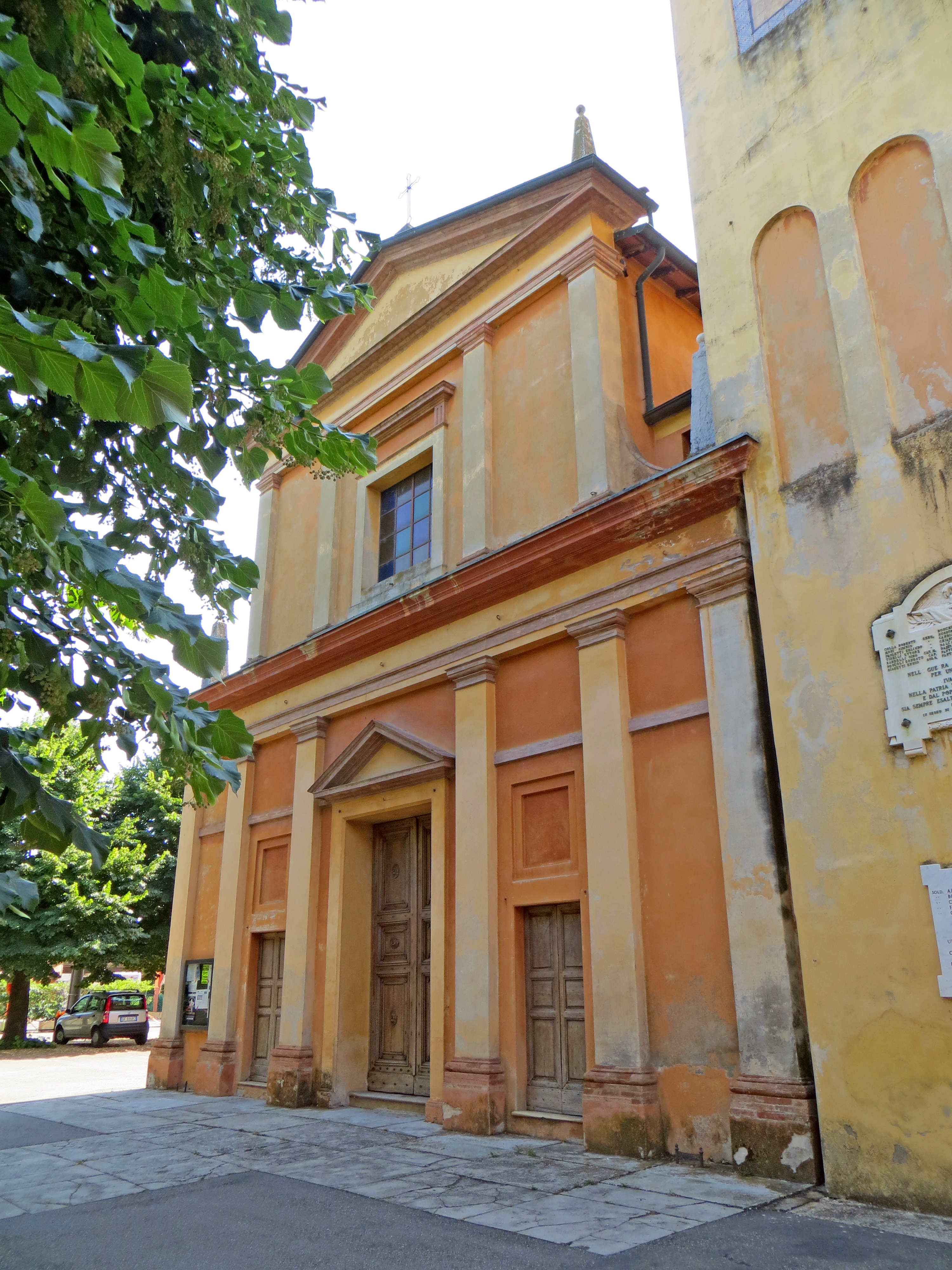
Facciata

La chiesa si sviluppa su un impianto a navata unica affiancata da tre cappelle su ogni lato, con ingresso a est e presbiterio a ovest.
La simmetrica facciata a salienti, interamente intonacata, è suddivisa orizzontalmente in due parti da una trabeazione in aggetto, retta da sei lesene con capitelli dorici. Inferiormente è collocato nel mezzo l'ampio portale d'accesso principale, delimitato da cornice modanata e coronato da frontone triangolare; ai lati si aprono i due portali d'ingresso secondari, sormontati da nicchie rettangolari. Superiormente si elevano quattro lesene doriche in continuità con quelle centrali del livello inferiore; nel mezzo è collocato un ampio finestrone incorniciato e sormontato da architrave in aggetto; ai lati due piccole volute si raccordano con le alte guglie piramidali poste alle estremità. A coronamento si innalza oltre la trabeazione un grande frontone triangolare, sormontato alle estremità da due piccole guglie piramidali.
In adiacenza al prospetto principale si eleva a nord del luogo di culto il campanile a base quadrata, che conserva della torre originaria romanica le tre alte specchiature affiancate ad arco a tutto sesto poste nella parte inferiore; sulla fronte orientale si staglia l'orologio, sostituito nel 1919, mentre più in alto la cella campanaria si affaccia sui quattro lati attraverso ampie aperture ad arco a tutto sesto; in sommità si elevano cinque guglie piramidali, di cui una grande al centro e quattro piccole sugli spigoli.
All'interno la navata, coperta da una volta a botte lunettata, è affiancata da una serie di lesene coronate da capitelli ionici, a sostegno del cornicione perimetrale in aggetto; le ampie arcate a sesto ribassato si aprono sulle sei cappelle laterali.
Sul lato destro, la prima cappella accoglie un dipinto riproducente l'Annunciazione, eseguito da Giulio Cesare Amidano intorno al 1620, e una tela del 1826 ritraente Sant'Antonio abate; la seconda ospita la pala di San Cristoforo, il martirio di sant'Eurosia e san Rocco, realizzata da Giovanni Giacomo Corti nel 1692 e incorniciata da un'ancona del 1631; la terza conserva un busto in legno dell'Assunta, scolpito da Lorenzo Aimi e dipinto da Sebastiano Galeotti nel 1721, uno stendardo raffigurante l'Immacolata, realizzato da Clemente Ruta tra il 1720 e il 1730, gli oli settecenteschi rappresentanti San Pio V prega per la battaglia di Lepanto e San Giuseppe col Bambino dormiente, attribuito a Gaetano Callani, e gli ovali ritraenti San Francesco di Sales, eseguito nel 1773 da Pietro Melchiorre Ferrari, e San Luigi Gonzaga, risalente al 1774.
Sul lato sinistro, la prima cappella accoglie un dipinto seicentesco riproducente il Battesimo di Cristo, attribuito ad Antonio Lagorio; la seconda ospita la tela raffigurante la Madonna col Bambino e i santi Antonio da Padova, Andrea, Teresa del Gesù e Carlo Borromeo, risalente alla metà del XVII secolo, e due statue ottocentesche di Santa Filomena e San Rocco; la terza conserva un altare ottocentesco in stucco con ancona, una statua in legno del 1858 dell'Addolorata e un ovale rappresentante San Giovanni Nepomuceno, eseguito probabilmente da Paolo Ferrari nella seconda metà del XVIII secolo.
Il presbiterio e il coro a pianta rettangolare con spigoli smussati sono coperti da una cupola con pennacchi e da un catino a semicupola, decorati con gli affreschi realizzati da Latino e Renzo Barilli nel 1937; al centro, dietro all'altare maggiore a mensa in marmo bianco e verde aggiunto tra il 1990 e il 2000, è collocato l'antico altare maggiore in mattoni e scagliola policroma, realizzato nel 1845 da Matteo Rusca; sul fondo, sopra al coro settecentesco, si staglia, all'interno di una cornice intagliata del 1747, la pala raffigurante il Martirio di san Pietro, dipinta nel 1612 da Giulio Cesare Amidano; ai lati si trovano due porte intagliate tra il 1799 e il 1802 e una tela rappresentante il Sacro Cuore, realizzata intorno al 1800 dalla principessa Maria Antonia Gioseffa di Borbone-Parma.
La chiesa conserva altre opere di pregio, tra cui un olio tardo-seicentesco raffigurante la Madonna col Bambino in una gloria di angeli, uno stendardo processionale settecentesco riproducente i Santi Pietro, Giovanni, Paolo ed Eurosia, eseguito da Angelo Gabbi, Domenico Passerini e Pietro Rubini, una tela rappresentante l'Assunta tra i santi Pietro e Rocco, realizzata da Giuseppe Varoli nel 1831, un dipinto tardo-settecentesco ritraente Ferdinando di Borbone, tre confessionali e il pulpito del 1797, tre candelieri del XVII secolo, due credenze intagliate settecentesche, una sedia coeva, un baldacchino del 1723, una croce astile del 1596, due testi sacri della metà del XVI secolo e vari paramenti sacri e oggetti liturgici, comprendenti un calice d'argento sbalzato da Giovanni Stavalli intorno al 1750, un ostensorio realizzato da Maurizio Vighi nel 1778, un turibolo eseguito nel 1844 da Gaetano Savini, un tronetto ligneo coevo e alcune pianete.